# SN 1998B
SN 1998B – supernowa typu Ia odkryta 1 stycznia 1998 roku w galaktyce A074602+1843. W momencie odkrycia miała maksymalną jasność 18,50m.